# Jean Schramme
Jean Schramme (Brugge, 25 maart 1929 – Rondonopolis, Brazilië, 14 december 1988) was een Belgisch koloniaal, en huurlingenleider in het leger van Katanga, met de graad van kolonel. Zijn bijnaam was "Black Jack".
Schramme was een zoon en broer van de in Brugge bekende advocaten Schramme. Hij vertrok als achttienjarige naar Belgisch-Congo. Hij vervulde zijn dienstplicht en zwaaide af als reserve-onderofficier. In 1954 of 1956 kocht hij een plantage in Bafwésendé. Schramme viel op door de goede manier waarop hij met de zwarten omging en hij leerde Swahili. Toen de Belgische kolonie in 1960 onafhankelijk werd, braken er spoedig rellen en opstanden uit. In 1961 vluchtte Schramme naar Oeganda. Al snel keerde hij terug naar Congo en mengde zich er in de burgeroorlog. Hij werd instructeur van het Katangese leger.
In 1967 sloot hij zich samen met de huurlingen van Bob Denard aan bij de staatsgreep die de balling Moïse Tshombe terug naar Katanga wilde brengen en het regime van Mobutu Sese Seko, die zichzelf tot president van Congo had uitgeroepen, ten val wilde brengen. De putsch mislukte, onder meer omdat de bevolking van Kinshasa trouw bleef aan Mobutu. Op 30 juni 1967 werd het vliegtuig van Moïse Tshombe, die in Spanje verbleef, gekaapt. Tshombe werd naar een gevangenis in Algerije gebracht waar hij twee jaar later onder verdachte omstandigheden overleed.
Schramme wilde de strijd tegen Mobutu voortzetten en voerde een genadeloze verrassingsaanval uit. Met de steun van 11 blanken en een honderdtal Katangezen opende hij het vuur op een ANC-kamp nabij Stanleystad, vol Congolese regeringstroepen en hun families. Hierbij vielen ongeveer 350 doden en gewonden. Als wraak doodde het ANC 30 huurlingen die in de stad verbleven maar niets met de moorden te maken hadden. Hierdoor voelden de huurlingen in Congo zich gedwongen de kant van Schramme te kiezen.
Schramme trok zich terug in het oosten van Congo; eerst in Stanleystad, nadien in de stad Bukavu bij de grens met Rwanda, die hij op 10 augustus onder controle kreeg. Met zijn 123 huurlingen en zeshonderd Katangese gendarmes vocht hij er van 29 oktober 1967 tot 5 november 1967 tegen het Congolese leger, dat twintigmaal talrijker was en beter bewapend. Schramme trok zich terug in Rwanda, waar zijn legertje ontwapend werd.
Op verzoek van koning Boudewijn en van de Belgische politiek trok Mobutu zijn eis om uitlevering van de blanke huurlingen in. Op 24 april 1968 werden zij met twee vliegtuigen van het Internationale Rode Kruis vanuit Rwanda gerepatrieerd naar Europa. Schramme keerde terug naar Brugge en bracht drie jonge Congolezen met zich mee, weeskinderen aan wie hij een goede opvoeding wilde verschaffen. De honderden zwarte soldaten onder zijn bevel werden uitgeleverd aan Kinshasa, nadat Mobutu amnestie voor hen had beloofd. Ze werden echter allemaal afgemaakt.
Schramme woonde enige tijd in Portugal en vertrok vervolgens naar Zuid-Amerika, waar hij in Bolivia, Uruguay en Paraguay zou hebben gewerkt, steevast als instructeur van ordetroepen.

## Moord op Maurice Quintin
Begin jaren tachtig heropende het hof van assisen van Henegouwen een oude zaak waarin Schramme verdachte was. Schramme had in mei 1967 in Congo de Doornikse zakenman Maurice Quintin doodgeschoten omdat deze zou hebben gedreigd hem aan de Congolese autoriteiten te verraden, dan wel omdat hij Quintin ervan verdacht een door Mobutu gestuurde provocateur te zijn.
Op de zitting, op 12 januari 1983, liet Schramme verstek gaan. Hij woonde inmiddels in Brazilië, en een uitleveringsverzoek mislukte; door een huwelijk had Schramme tevens de Braziliaanse nationaliteit verkregen. Op 17 april 1986 werd hij bij verstek tot 20 jaar gevangenisstraf veroordeeld.
Schramme bleef onvindbaar voor het Belgische gerecht en overleed twee jaar later in 1988 op 59-jarige leeftijd in de Braziliaanse deelstaat Mato Grosso.